# Ісабелла Арсілья
Ісабелла Арсілья (ісп. Isabella Arcila, 11 березня 1994) — колумбійська плавчиня.
Учасниця Олімпійських Ігор 2016 року.
Переможниця Ігор Центральної Америки і Карибського басейну 2018 року, призерка 2014 року.